# マルティン・フレーミヒ
マルティン・フレーミヒ（Martin Flämig, 1913年8月19日 - 1998年1月13日は、ドイツの合唱指揮者。
現在のザクセン州アウエの出身（出生当時はザクセン王国）。戦後は東ドイツでオルガン奏者・合唱指揮者・音楽教授として経歴を積んだのちに1971年からドレスデン聖十字架合唱団のクロイツカントル（音楽監督相当）に就任する。1979年・1988年の日本公演など海外公演を積極的に行ったほか国営ドイツ・シャルプラッテンレコードにハインリヒ・シュッツのマタイ受難曲などの宗教曲を録音している。1998年、ドレスデンで死去。